# Schneeweißchen und Rosenrot (2018)
Schneeweißchen und Rosenrot ist ein deutscher Fernsehfilm von Seyhan Derin aus dem Jahr 2018, der im Auftrag für das ZDF produziert wurde. Es ist der Pilotfilm des Herzkino-Ablegers Herzkino.Märchen, bei dem Märchen der Brüder Grimm auf die heutige Zeit gemünzt werden.

## Handlung
Die Schwestern Rosalie und Bianca Rothe sind zwar grundverschieden, gehen aber durch dick und dünn. Beide sind angehende Modedesignerinnen. Ihre verstorbene Mutter hinterließ den Schwestern eine Menge Schulden und sie versuchen sich auf einem Wettbewerb für Nachwuchsdesigner. Sie können die Aufmerksamkeit des Modezaren Paul Petit erregen und dieser lässt sie unter seinem Label antreten.
So begeben sie sich auf ein abgelegenes Schloss, auf dem sie durch die Jury-Vorsitzende Sofia Südwein täglich neue Aufgaben und Herausforderungen meistern müssen. Der Designer Rosenschmelz und Leon Bär, ein ehemaliger Geschäftspartner von Paul Petit, sind dabei ihre größten Konkurrenten. Rosalie verliebt sich in Leon Bär und erfährt ein Geheimnis: Paul Petit säße deshalb im Rollstuhl, weil sein damaliger Mitarbeiter Leon Bär unachtsam war und einen Unfall verursachte. Als das Abendkleid von Leon Bär verschwindet werden die Schwestern aktiv und wollen die Intrige aufdecken. Schließlich finden sie das Kleid bei Paul Petit, der es verschwinden lassen wollte. Der Entwurf gewinnt, und Leon Bär übergibt das Preisgeld an die Schwestern, die somit schuldenfrei sind. Außerdem stellt er ihnen Jobs in seiner neuen Firma in Aussicht.

## Hintergrund
Schneeweißchen und Rosenrot ist eine Produktion der sabotage films GmbH. Der Film wurde vom 12. Juni 2018 bis zum 12. Juli 2018 in Kummerow (am See), Potsdam, Berlin und Umgebung gedreht.

## Kritik
Die Kritiker der Fernsehzeitschrift TV Spielfilm gaben den Daumen nach unten, vergaben für Humor, Action und Spannung je einen von drei möglichen Punkten und kommentierten: „Schrecklich überkandidelt und uncharmant“. Als Gesamtfazit zogen sie: „„Herzkino“ macht auf Märchenstunde – puh!“. Rainer Tittelbach von Tittelbach.tv bewertete das Werk hingegen positiv: „Bei diesem Film ist 'Herzkino' mehr als ein Label, hier ist der Begriff wörtlich zu nehmen. Die angestammten Autoren und Regisseure auf diesem Sendeplatz können sich viel abgucken von diesem Märchen (…), und die Redakteure sollten endlich erkennen, dass frischer Wind am Sonntag Not tut.“